# 紀白城
紀 白城（き の しろき/しらき）は、古墳時代の豪族。紀田鳥または紀角の子。子に紀小弓がいる。（小弓の父を紀田鳥とすることもある。）